# Carlo Fioruzzi
Carlo Fioruzzi (Piacenza, 6 agosto 1806 – Piacenza, 4 gennaio 1875) è stato un politico italiano.

## Biografia
Presidente del Consiglio provinciale di Piacenza, fu  Deputato del Regno di Sardegna e successivamente Deputato del Regno d'Italia.